# اوئدیپوس ارکا
اوئدیپوس اُرکا (ایتالیایی: Oedipus Orca) یک فیلم سکسنتفاعی دلهره‌آور ایتالیایی به کارگردانی اریپراندو ویسکونتی است که در سال ۱۹۷۷ منتشر شد. این فیلم دنباله‌ای بر فیلم آدم‌ربایی است.

## گزیدهٔ بازیگران
- میکله پلاچیدو
- رینا نیهاوس
- گابریله فرزتی
- کارمن اسکارپیتا
- میگل بسه